# La favola di Cenerentola
La favola di Cenerentola (Der verlorene Schuh) è un film muto del 1923 diretto da Ludwig Berger.

## Produzione
Le riprese del film, che fu prodotto dalle berlinesi Decla-Bioscop AG e Universum Film (UFA) e venne girato in esterni a Neubabelsberg, durarono dall'aprile all'ottobre 1923.

## Distribuzione
Distribuito dall'Universum Film (UFA), in Germania uscì nelle sale cinematografiche presentato all'Ufa-Palast am Zoo di Berlino il 5 dicembre 1923. In Francia, con il titolo Cendrillon, fu distribuito dall'Etablissements Louis Aubert il 19 dicembre 1924.
In Italia, il film uscì distribuito dalla Decla in una versione di 1840 metri (dai 2.349 metri originali) con il visto di censura numero 19752 del luglio 1924. Negli Stati Uniti, dove prese il titolo The Lost Shoe, la Film Associates lo presentò a New York il 4 dicembre 1926.